# Maimai
maimai（日语：maimai（マイマイ）），中國大陸版本稱舞萌，是一款由世嘉開發的街機音樂遊戲，最早于2012年7月11日开始在日本运营，并于后期扩展至全球市场。
游戏共有两个机位，每个机位中间附有圆形LCD屏，周围共有八个物理按键。玩家可以单人游玩，亦可以双人组队，其玩法与大多数音乐游戏相似，在合适的时机拍击按键或者触摸屏幕外侧，并达到一定分数即可通关。
2019年7月，世嘉推出该系列的新框体“maimai DX”，其采用ALLS HX2基板，并加入了诸多新特性，香港地区由达流有限公司代理发行，台湾地区则由尚芳国际代理，同年9月，华立科技在中国大陆推出其代理版本“舞萌DX”。

## 簡介

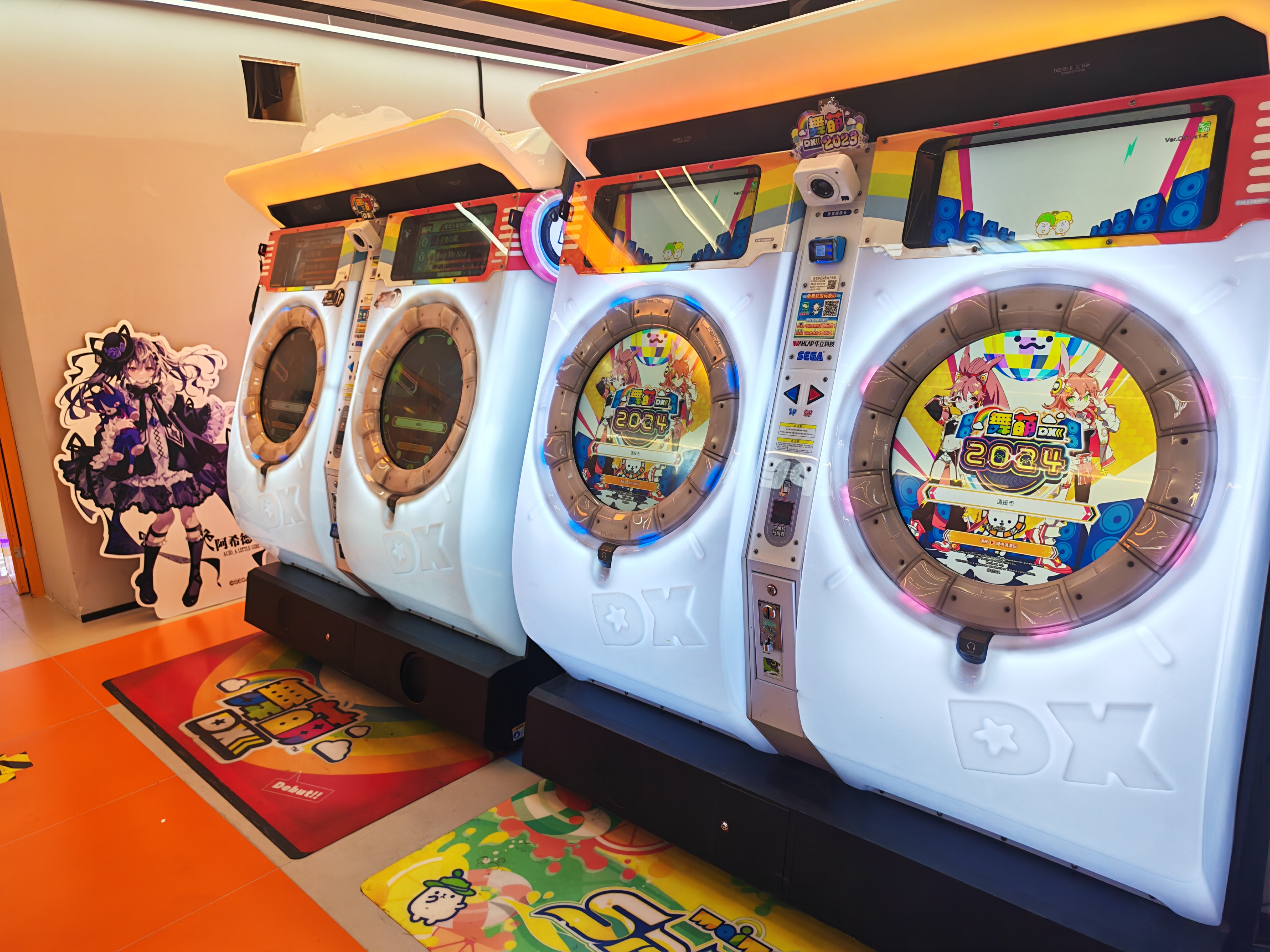
maimaiDX中国大陆华立版，位于中国北京，其版本为“舞萌DX2024”

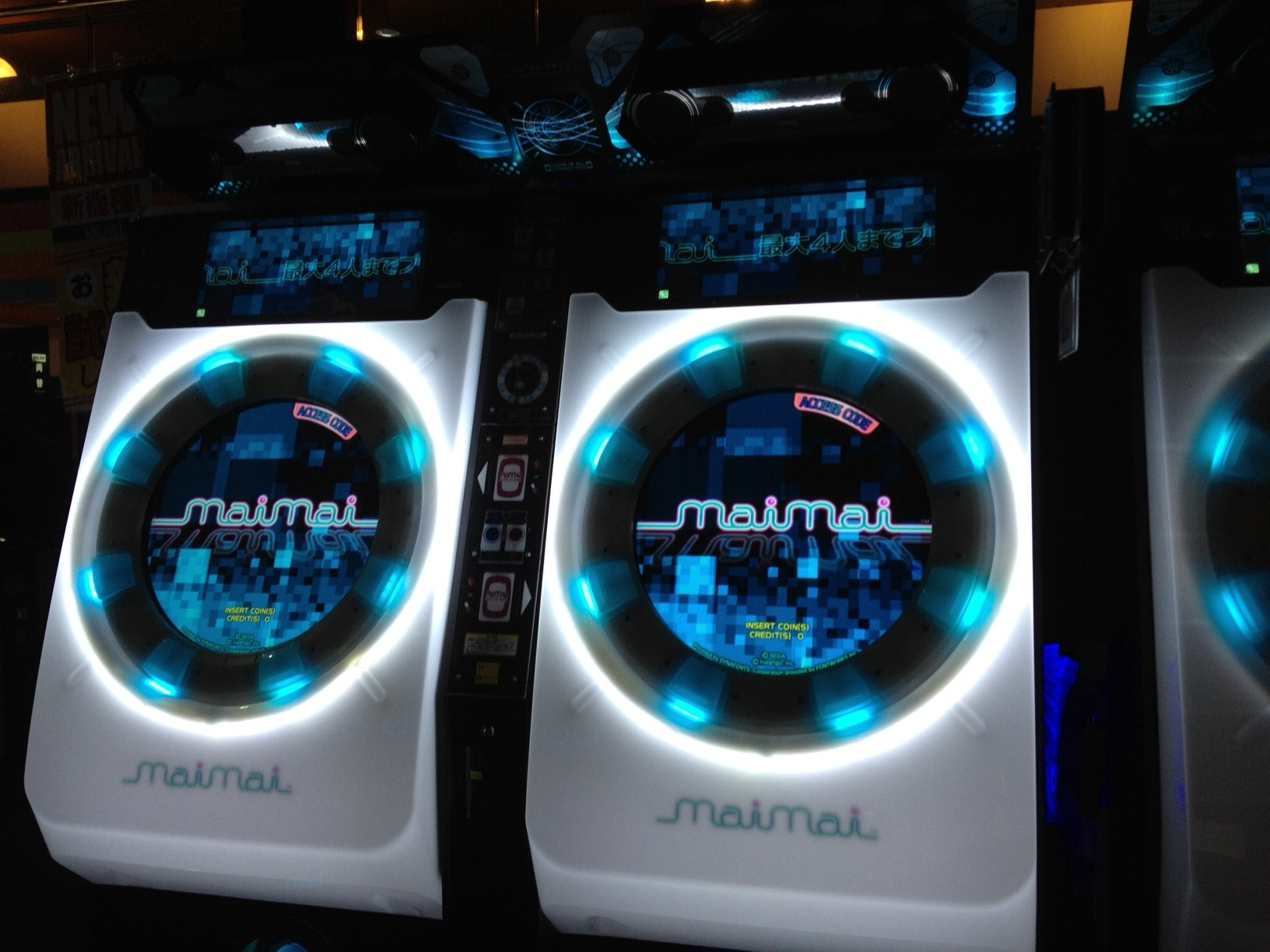
maimai初代街機

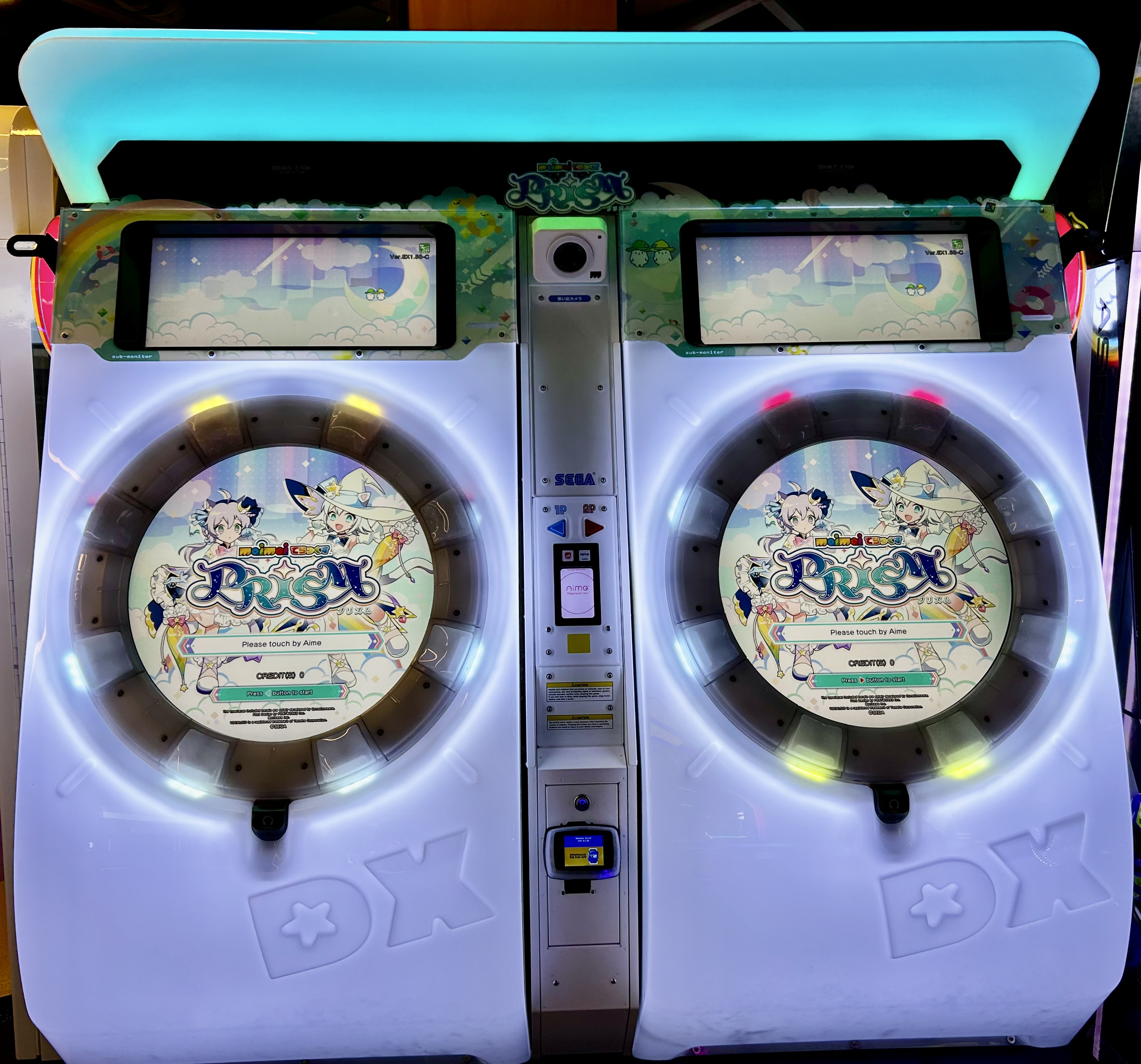
maimai DX PRISM 国际版街机外观，位于澳大利亚西部

中國版本名為「舞萌」，标志也跟日本及其他地區不同。

游戏机台一共有两个机位，每邊可供一名玩家遊玩。中央為一個圓形的觸控式螢幕，在螢幕周圍設有八個按鈕，左右机位各由一個主顯示器（框體下方中央的圓形顯示器）及次顯示器（上方的長方形顯示器）组成，總共四個顯示器合為一個大畫面。機台的中間設有投幣口及IC卡讀卡器（“舞萌DX”为二维码读取器）。初代框体使用搭载Windows XP嵌入式操作系统的RINGEDGE2主板，DX则更换为搭载Windows 10 IoT操作系统的ALLS HX2主板。
玩家登录时，日本版及国际版框体可以使用兼容Amusement IC标准的智能卡，如Aime，来储存玩家的游戏资料。。玩家还可以访问「maimai NET」網站来查看自己的遊戲成績等詳細資料，亦能更改玩家名稱等設定，如果與niconico帳戶連結的話，玩家亦可以把機台鏡頭錄下的遊戲過程上傳到該網站。此外，進行單人模式時只會用到機台的其中一邊，直到該局遊戲結束前，機台的另一邊也無法遊玩。

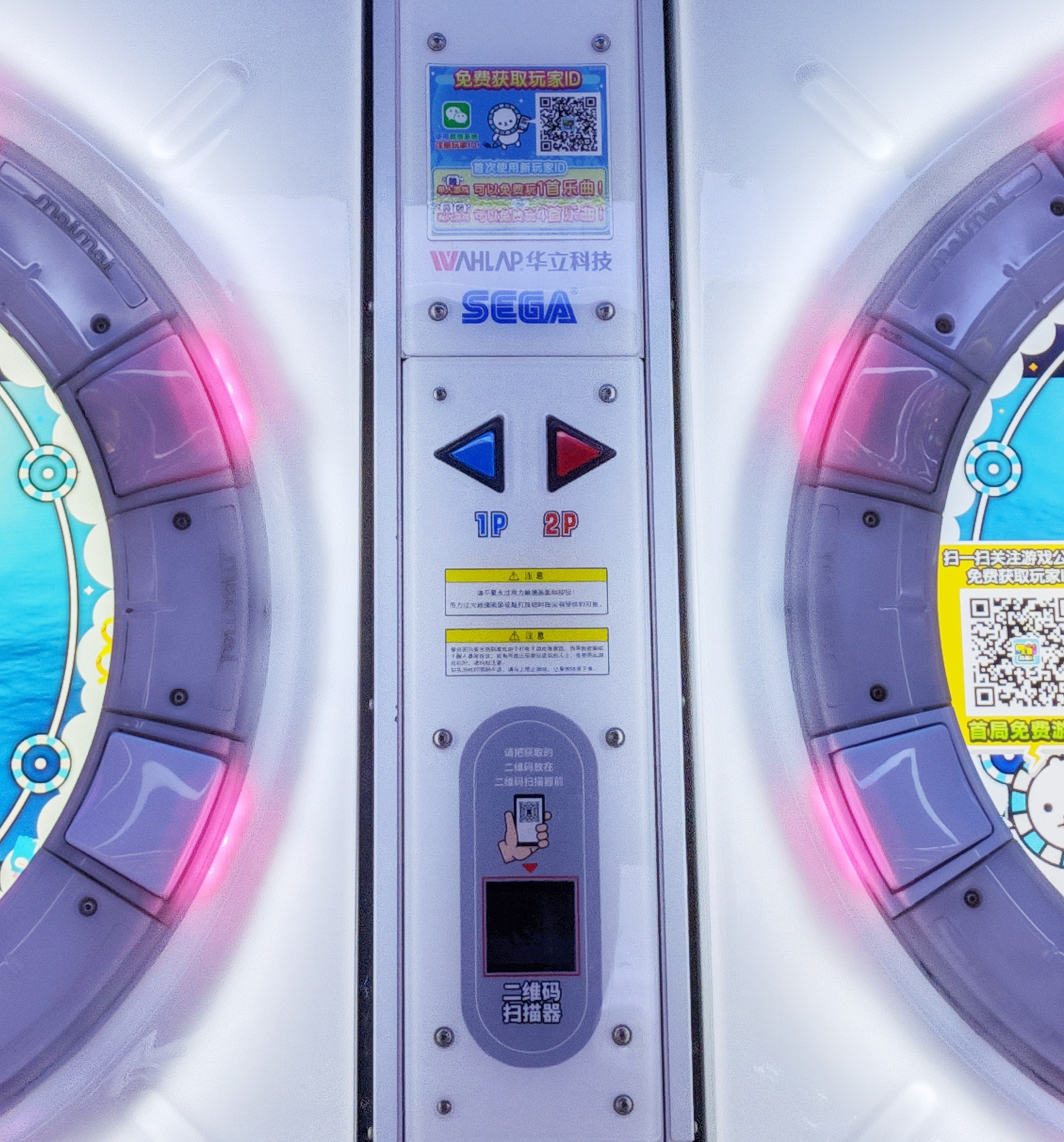
中国大陆版舞萌DX的二维码扫描器

日本國內使用日文版本的界面，国际版本则使用英文界面，其更新与日本部分同步，中國大陸地区的版本则无法使用Aime卡，精文世嘉代理的旧版框体需要使用访问码登入，无法使用「maimai NET」（只保留了玩家排行榜的相关页面），华立科技代理的DX版本则通过其机身的二维码扫描器扫描微信公众号的玩家二维码登入，亦引入了类似「maimai NET」的服务，不过歌曲相比国际版更新并不及时。
在中国大陆地区，除了歌曲外，游戏功能相比国际版和日版也有削减，例如不支持自由模式、DX Pass等日版独占功能。原有的相册、排行榜和用户名修改功能分别在2023年6月13日、10月6日和10月12日关闭。对于相册功能的移除，华立科技给出的原因是“为了更好的符合《中华人民共和国个人信息保护法》”。后续，更名功能已于2024年12月12日回归，但新修改的名称需要在审核后生效。

## 遊戲玩法

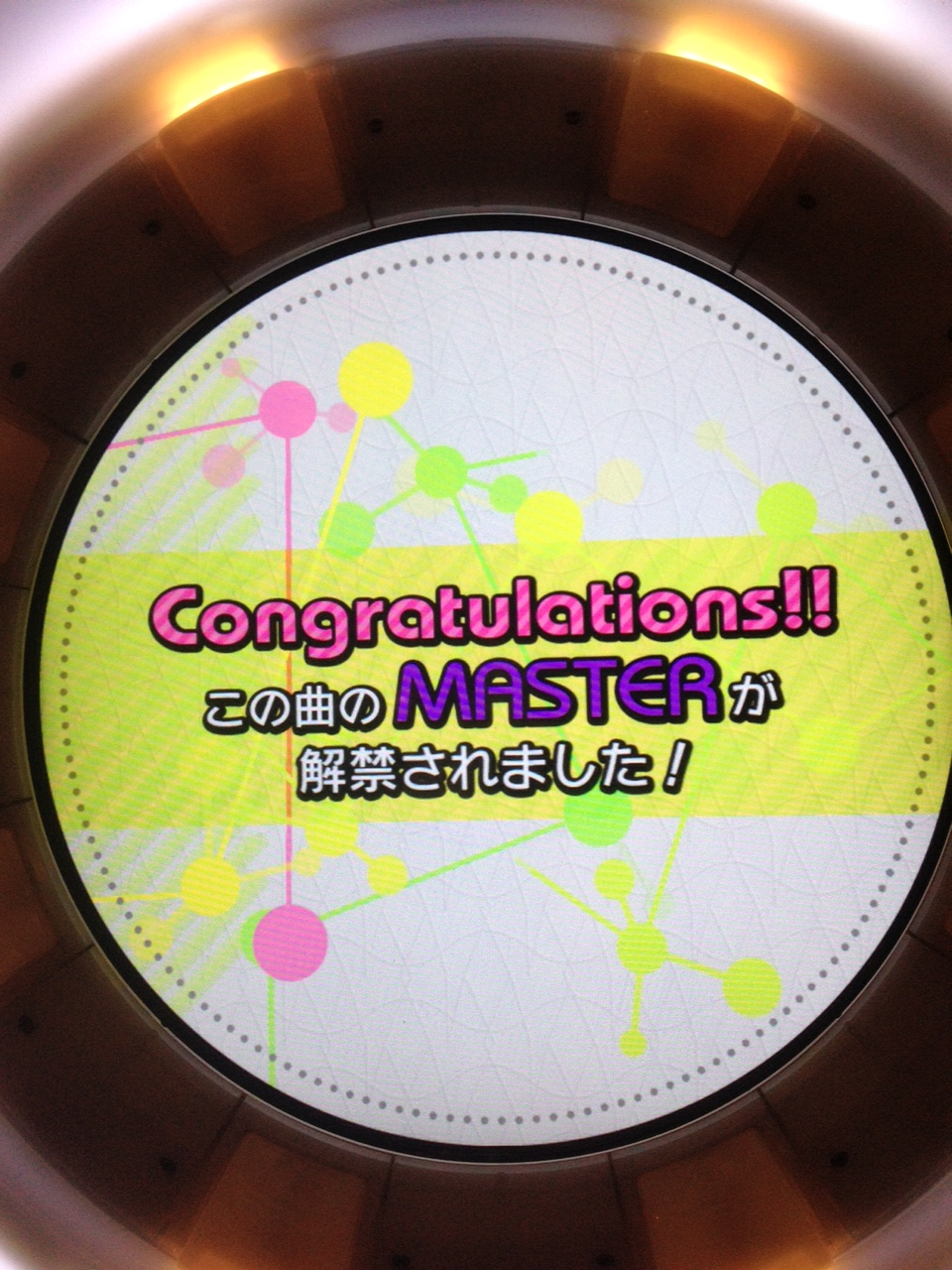
於maimai GreeN上解锁歌曲的MASTER难度（日本國內机器上的界面）

旧版框体中，所有歌曲可選擇五種不同的難度，分別為EASY、BASIC、ADVANCED、EXPERT、MASTER（部分歌曲可以選擇 Re:MASTER 和宴会场）。游玩MASTER以上難度则需將該曲目的EXPERT或以上難度的譜面游玩至S级别（達成率97.0%）及以上才能解禁並遊玩。maimai DX则取消了EASY难度和宴会场，自DX代以来追加的歌曲也不再拥有这两种难度的谱面。但在maimai DX BUDDiES版本（以及基于该版本的舞萌DX2024）中，宴会场功能回归，除旧版框体含有的部分宴会场谱面回归外，也增加了许多新的宴会场谱面。

### 玩法
玩家可以通過觸碰螢幕或拍击按鍵來遊玩，遊玩時音符會從螢幕中心向外移動，種類分別有環形的短按TAP音符、同時出現的黄色短按TAP音符、角條形的长按HOLD音符和星條形的滑动SLIDE音符，DX则又引入了可触摸的TOUCH和触摸长按的TOUCH HOLD音符，歌曲达成率達80%以上便可以通關，而遊玩時動作自然變得與跳舞一樣。旧版框体的機台附設攝錄功能，通過maimai NET可以將遊玩過程上載至niconico動畫。機台可以單人或双人游玩，曲目开始時，螢幕會同时播放歌曲的MV。每一首曲目完成后，视完成情况可以不同程度增加玩家的评分Rating。
旧版框体在双人游玩时，可以选择“SYNC”同步模式和“VS”对战模式，SYNC模式只能選擇同一首歌曲的同一等級，雙方同步率最高為100%；VS模式中，不同玩家可以選擇同一首歌曲的不同難度來對戰。maimai DX对原有的双人同步模式和对战模式进行了融合，玩家可以选择游戏时屏幕中下部分显示与对手的达成率差距或是SYNC音符数量，机台上方屏幕中将显示双方最大同步音符数量。
从maimai DX开始，引入友人对战模式，玩家可以联网匹配其他玩家游玩的数据来进行挑战，挑战成功段位分将视情况增加，进而段位上升；从maimai DX Splash PLUS版本开始，友人对战全新改版，由原来的段位制改为阶级制，分为B5 - LEGEND共计26个阶级。
多數玩家為了改善遊戲體驗並取得更高的分數、減低受傷的風險，會戴上手套进行遊玩。

### 特殊的游戏模式

#### Challenge Track / 挑战曲
maimai PiNK版本推出时追加的模式，在前几首曲目均取得 S 以上评价等级时，选择最后一首时会出现 Challenge 文件夹。但双人游玩时只要任意一名玩家的Rating为7.00以上，Challenge Track 文件夹就会在第一首出现。玩家会以一定量的 LIFE 开始游戏，LIFE 的数量会根据乐曲的发布时间进行调整。打出除 PERFECT 以外的评价都会导致 LIFE 下降，当 LIFE 归零时强制结束，完成全曲即可提前解禁相应曲目，Challenge Track 中的限定曲目会在发布五周（MURASAKi 以后为三周）后可通过一般方式解禁。
该模式于DX版本时删除，但在DX Splash中以全新的面貌回归。新版挑战曲模式名为“Perfect Challenge”（完美挑战），与地图元素相结合。当玩家在某些区域前进到特定位置（一般为接近末尾）时，完美挑战曲目将出现，玩家进入后将以一定量的LIFE开始游戏。出现Perfect以外判定时将导致LIFE降低，LIFE归零则该曲目强制结束。完成曲目即可提前解禁相应曲目，进而完成相应区域以获取相应奖励。该类型曲目绝大多数在原创区域中出现，极少数会在活动区域中出现。
完美挑战的时间与LIFE有如下对应关系：
PRiSM及以前版本，曲目发布后第1~5周的LIFE依次为1，10，50，100，300；前两周需要在Master及以上难度条件下挑战方可过关；第三周为Expert及以上；第四周则降为Basic及以上。
自PRiSM PLUS开始，曲目发布的当天为1血、Master及以上难度过关；此后截止到第3天时则为10血、Master；截止到第7天为50血、Expert；截止到第14天为100血、Basic；第14天后恒为300血、Basic。

#### 宴会场
该功能在maimai MURASAKi版本推出时追加，是含有特殊谱面的游戏模式，玩家Rating在7.00以上且前三曲均取得 S 以上评价等级时，可于最后一首出现，双人游玩时只要任意一名玩家的Rating在7.00以上即可在第一首游玩。宴会场谱面具有不同的属性，不同的属性影响难度和样式，也有的宴会场谱面会强制开启某些选项。DX - DX FESTiVAL PLUS 版本删除了该模式。但在DX BUDDiES 版本中回归。在DX BUDDiES中，双方玩家的Rating总和大于10000即可开启宴会场。

#### 段位认定
用于检测自己的游戏水平的模式，该玩法在maimai Pink PLUS版本更新时推出，玩家的Rating在5.00以上时可以在第一首歌曲选择。依据选曲不同有青（初代maimai以及PLUS，取得的称号为元初段至元皆传），绿（GreeN，GreeN PLUS），橙（ORANGE，ORANGE PLUS），桃（PiNK，PiNK PLUS），紫（MURASAKi，MURASAKi PLUS，MURASAKi PLUS 时追加），白（MiLK，MiLK PLUS，MiLK PLUS 时追加）等段位。依据等级不同从低到高分别为“初段”至“十段”及“皆传”。玩家必须以 S 以上的等级连续完成四首课题曲才为认定合格（从九段开始必须先取得前一级段位才能挑战，且中途未取得 S 以上等级会提前结束），取得最新版本的段位时，段位会显示在铭牌的右上角，不过从 MURASAKi PLUS 开始，新版更新时会将前代八段之前的课题全部删除。
该功能在DX版本时删除，于DX Splash PLUS版本中回归。

#### SURVIVAL COURSE / 生存模式
MiLK 加入 ，根据 FINAL TRACK 不同有不同的主题可以选择，玩家选择一组主题进行游玩，前三曲会从指定的列表中随机选择（有可能相同），均为 MASTER （或 RE:MASTER 难度）。游戏规则和 Challenge Track 类似，玩家会以一定量的 LIFE 开始游戏，GOOD 及以下评价会使 LIFE 下降，当 LIFE 归零时该局游戏强制结束，不过通过一曲时 LIFE 会回复，但不会超过初始值。
MiLK PLUS 对 SURVIVAL COURSE 进行了调整，新增了难度选择，可以从 ADVANCED - RE:MASTER 难度中选择，根据选择的难度不同，失误扣除的 LIFE 和通过一曲回复的 LIFE 也会不同，多人游玩时会以相同的难度开始，且完成 Re:MASTER 难度可以提前解禁 Re:MASTER 难度谱面。
在DX时该模式被删除，但DX PRiSM时以Kaleidx Scope的形式回归。玩家在完成指定条件（如完成指定地图）后将获得一把“钥匙”，凭借这把“钥匙”可以打开对应的“门”，在满足特定生命值和难度的要求下，连续游玩3首歌曲，若通关则可获得乐曲和相应的收藏品等。在日服，挑战难度随着通关人数的增加而降低；在国际服，挑战难度随着时间的增加而降低。

## 歷史
世嘉自2012年开始发布maimai（舞萌）街机游戏，并更新至今。分为2012年-2020年流行的旧框机台（主要以maimai简称，中国大陆精文世嘉则以“舞萌”简称）和2019年至今的新框机台（maimaiDX，中国大陆常用别称为舞萌DX）。世嘉公司每半年到一年会对maimai的软件固件进行升级，增加更多的功能和乐曲，满足玩家的需求。此前的精文世嘉版中国大陆舞萌也会跟随世嘉的更新。目前中国大陆华立科技代理版本舞萌的更新也会跟进于日本原版，但目前，其更新速度慢于日本原版近半年至一年的时间。

## 收录歌曲
maimai所收录的曲目众多，除流行歌曲和原创曲目之外，亦和niconico、VOCALOID和东方Project联动，还收录了世嘉旗下其它游戏比如音击、中二节奏、世界计划 缤纷舞台！ feat.初音未来的曲目，此外，世嘉亦会定期和其他公司的游戏进行联动来追加新的曲目。

## 評價
聲優一木千洋認為maimai同一首歌曲分作幾種不同的難度，遊玩一段時間的話可以逐漸升級，而AAA前成員後藤友香里則認為大螢幕有助近距離觀看譜面，而且遊玩同時螢幕亦會播放該曲的音樂影片，簡單地就能夠融入歌曲的世界觀。聲優松永真穗形容遊戲機中心一般環境嘈雜，導致無法細心聆聽音樂，但是maimai卻沒有這種問題。模特兒鈴木奈奈則認為遊玩maimai有助瘦身。自由播報員栗林紗美形容maimai讓從前是玩家的她，再次熱血起來。寫真偶像若木萌形容maimai容易讓人著迷。前演員寺門仁美認為玩了maimai便很容易進入maimai充滿節奏感的世界。

## 歌曲原聲
2012年11月28日，SEGA將Sweets×Sweets等4首maimai歌曲集錄成音樂專輯，其中部份歌曲由光吉猛修和能登有沙等人歌唱，並且在iTunes Store於美國、歐盟等60多國供人下載，而Amazon MP3則只有美國、德國、英國、法國和日本。12月19日，第二彈收錄了由古典作曲家約翰·塞巴斯蒂安·巴哈的《G弦上的詠嘆調》改編成POP的《True Love Song》，同時亦收錄了由古典作曲家路德維希·范·貝多芬的《悲愴奏鳴曲》改編成R & B的《Color My World》等4首歌曲。2013年6月26日，第三彈收錄了大久保博、古代祐三和佐野電磁等作曲家的4首作品，其後於7月3日推出的第四彈則收錄組合YMCK和聲優森綾香等人的4首歌曲，部份歌曲來自SEGA街機Border Break和Virtua Fighter5。2014年9月30日，SEGA旗下的公司Wave Master發行的《maimai 華麗★集合BOX》（maimai ゴージャス★つめあわせBOX）收錄了自初代maimai至maimai GreeN PLUS的101首歌曲。

## 平台合作

### SEGA遊戲
2013年3月18日，maimai與SEGA另一街機《初音未來 -Project DIVA- Arcade》合作，雙方玩家只要在對方機台使用相同的IC卡遊玩，便可以獲取合作物品。2014年4月28日，maimai與Project575合作，只要在機台遊玩Project575的歌曲《色彩豔麗的話語》（コトバ・カラフル），並且上載，從中抽選35名，有機會獲取總值575萬日元的獎品。

### 跨公司/平台遊戲
2013年11月29日，maimai與Taito開發的街機《GROOVE COASTER》合作，雙方各有一首歌曲雙方機台遊玩，maimai方面的是街機《QUARTET》歌曲改編而成的《Quartet Theme [Reborn]》，而GROOVE COASTER方面則是街機《THE NINJA WARRIORS歌曲改編而成的《DADDY MULK -Groove remix-》，為了記念，雙方在12月4日於東京都台場的主題公園Joypolis舉行公開的niconico直播，SEGA方面派出其專屬編曲組合H.的Hiro和光吉猛修等人參加，而Taito方面亦有其專屬編曲組合ZUNTATA成員COSIO等人參加，雙方亦派出了各自的街機製作團隊出席，會場內的maimai亦較全線提早了一天加入《DADDY MULK -Groove remix-》讓到場人士遊玩。
2014年3月17日，SEGA、Taito和Bandai Namco合作，計劃名為GAME MUSIC TRIANGLE，計劃分別由SEGA開發的maimai、Taito開發的GROOVE COASTER和Bandai Namco開發的太鼓之達人，各自改編一首歌曲供三個平台遊玩，為了記念，三家公司在niconico動畫母公司多玩國舉辦的niconico超會議3中設置機台供人免費遊玩。4月17日，三家公司通過合作計劃而各自改編的三首歌曲分別是Taito遊戲《電車GO!》歌曲《J.A.M.的電車電車GO!GO!GO!》（J.A.M.の電車で電車でGO!GO!GO!）改編成的《電車電車GO!GO!GO!GC! -GMT remix-》（電車で電車でGO!GO!GO!GC! -GMT remix-）、SEGA遊戲Fantasy Zone歌曲《OPA-OPA!・SHOPPING》改編成的《Fantasy Zone OPA-OPA! -GMT remix-》（ファンタジーゾーンOPA-OPA! -GMT remix-）和Bandai Namco遊戲Ridge Racer歌曲《Ridge Racer（POWER REMIX）》改編成的《RIDGE RACER STEPS -GMT remix-》，其後在5月8日，三家公司將三首歌曲互相混合再編成另外三首歌曲，分別是《J.A.M.的電車電車GO!GO!GO!》和《Ridge Racer（POWER REMIX）》混合而成由SEGA的Hiro再編曲的《RidgeRidgeGO!GO!GO! –GMT mashup-》（リッジでリッジで GO!GO!GO! –GMT mashup-）、《J.A.M.的電車電車GO!GO!GO!》和《OPA-OPA!・SHOPPING》混合而成由Bandai Namco的Yuji Masubuchi再編曲的《電車電車 OPA!OPA!OPA! –GMT mashup-》（電車で電車で OPA!OPA!OPA! –GMT mashup-）以及《Ridge Racer（POWER REMIX）》和《OPA-OPA!・SHOPPING》混合而成由Taito的COSIO再編曲的《OPA！OPA！RACER –GMT mashup-》（オパ！オパ！RACER –GMT mashup-）。
10月29日，全日本娛樂施設營業者協會連合會，簡稱AOU，舉辦了天下一音Game祭 全國一齊認定大會，maimai、GROOVE COASTER、太鼓之達人和KONAMI街機jubeat首次合作，每個平台各自選出一首歌曲供四個平台遊玩，四首歌曲分別是《Garakuta Doll Play》（maimai）、《Got more raves？》（GROOVE COASTER）、《FLOWER》（jubeat）和《北琦玉2000》（きたさいたま2000，太鼓之達人）。11月26日，四家公司各寫下四首全新的歌曲供四個平台遊玩，分別是《VERTeX》(水)（maimai）、《FUJIN Rumble》(風)（GROOVE COASTER）、《Scars of FAUNA》(土)（jubeat）和《Ignis Danse》(火)（太鼓之達人）。

### 其他
2014年8月，maimai與家電生產商SHARP合作於「maimai LIVE 2014 ～洗衣祭～」會場展示一款外表有maimai特色的洗衣機，同場亦有與糖果商Pine的「菠蘿糖」（パインアメ）合作，由於maimai的TAP與菠蘿糖的造型相近，因此推出了以菠蘿糖作為TAP的特別版本，在「maimai LIVE 2014 ～洗衣祭～」會場中能試玩。

## 登场角色
《maimai》游戏中现包含有多位登场的虚拟游戏角色，其地位相当于《maimai》的“看板娘”，玩家也可以通过获取集章卡集章或通过每周签到获取舞点数的方式得到这些角色，并将其作为自己在《maimai》游戏中的搭档伙伴。

### しゃま（shama，夏瑪）
配音：种崎敦美
しゃま是一位爱美的成熟女性。她冥思苦想着怎么样能让人们变得更加开心乐观，便开设了牛奶店，认为牛奶很受人们的欢迎。（在游戏剧情中，由于牛奶含有可以让人胸部变大的魔法，这也导致みるく（Milk，咪璐库）多次喝这一牛奶后身体体态变大为成熟形态。这一剧情在《oshama scremble！》的官方MV中有体现）。在游戏剧情中，她经常照顾みるく（Milk，咪璐库），和みるく成为了一对伙伴。
该角色与みるく最早登场于maimai于2015年出现的原创音乐歌曲《oshama scremble！》，是maimai最早出现的角色之一，但直至MaimaiFINALE时期才成为实装角色，作为玩家可选伙伴之一至今。 

### みるく（Milk，咪璐库）
配音： 伊藤明日香
みるく原先的本体是一只小猫咪。厌倦了日常生活的她一次在城市街头看到了しゃま（shama，夏玛）的牛奶广告，便萌生了成为和しゃま类似的人的想法，于是，她开始大量在相应的牛奶店购买并饮用牛奶，同时还努力锻炼身体。最终，みるく（Milk，咪璐库）变身成了成熟女性，成为了しゃま（shama，夏玛）的好伙伴，和她一起同台演出。
与しゃま（shama，夏玛）一样的是，该角色最早登场于maimai于2015年出现的原创音乐歌曲《oshama scremble！》，是maimai最早出现的角色之一，但直至MaimaiFINALE时期才成为实装角色，作为玩家可选伙伴之一至今。

### 乙姬（Otohime）
配音：浅川悠
乙姬身为龙宫城的公主，她最爱设宴狂欢，以及通过看电视机（机关盒）窥探人间百态。对地上的"暴走族时尚"心驰神往，日常总披着刺绣外套（背后绣有"龙宫上等"字样）。身为舞艺高手，传说每当她翩跹起舞，海底生灵皆会随之共舞。对乌龟感到特别惧怕。因度假期间花光了舞ZENNY币，遂决定在达林顿开设龙宫茶坊。该角色的设计灵感源自日本民间故事《浦島太郎》。是maimai最早的实装角色，于maimaiMURASAKi登场。

### ラズ（Ras，拉兹）
配音：佐倉綾音
ラズ身为先前住在"大吉嶺"的一隻兔子，从小便有开咖啡店的梦想，后来她的梦想成真，她成为了CAFE MILK烘培及咖啡店的店长。原本在外界马马虎虎的她，一到店里却显得格外手脚麻利，对于店内事务处理得当。シフォン（Chiffon，雪纺）是她的青梅竹马，身为豪宅人家，在ラズ小时候不小心闯入シフォン家时，便成为了シフォン的好朋友。该角色于maimaiMILK版本首次成为实机角色。

### シフォン（Chiffon，雪纺[b]）
配音：MAKO
シフォン作为甜点师被CAFE MiLK招募而来的千金小姐。虽有些不食人间烟火的气质，但性格温婉可人。ラズ（Ras，拉兹）小时候偷偷带到庭院来的糖点与烘焙点心令她感动不已，从此开始分析研究——这成为了她制作甜点的原点。她不顾家族反对执意成为甜点师，曾因开设点心教室与出版食谱而在贵族间颇受欢迎。但一听说ラズ（Ras，拉兹）要开店，便辞去所有工作前来相助。她特别喜欢拥抱小巧可爱的东西，在CAFE MiLK里的莎露朵（ソルト，Salt）总是成为她的"受害者"。该角色于maimaiMILK版本首次成为实机角色。

### ソルト（Salt，莎露朵）
配音：五十岚裕美
ソルト身为先前住在"大吉嶺"的一隻貓，也为面包师傅，在全球各地有所游历，学习世界各国的烘培手艺，因此ソルト做出的混合各国口味的糕点也备受人们的喜爱。几年前遇见ラズ（Ras，拉兹）后，在ラズ的请求下，成为了CAFE MiLK的店员，并为之奉献。该角色于maimaiMILK版本首次成为实机角色。

## 官方赛事（公式大会）
随着maimai（舞萌）玩家群体的不断发展，maimai的开发商世嘉以及中国大陆代理商华立科技等有关组织也纷纷举办一系列maimai的玩家比赛，以进一步促进maimai的发展。本章节仅以知名赛事为例。

### KING of Performai（KOP，SEGA音樂遊戲全國大會）
KING of Performai（中文官方称呼亦为“SEGA音樂遊戲全國大會”）是世嘉公司官方发起的世嘉街机音游产品电竞比赛，其中包括maimai、中二节奏和音击等，分为日本版和国际版两个比赛进行。其中日本版面向日本玩家选手，国际版面向除日本和中国大陆以外各个国家或地区的玩家选手。该比赛的最终决赛一般情况下于每年2月在日本东京举行。国际服比赛中只有成绩分数前两名的玩家选手才有资格到日本东京参加全国大赛并决出冠军胜负。部分玩家在该比赛maimaiDX部分连续多届取得优胜奖，例如来自日本的选手yoshiki（よしき）、来自新加坡的选手Saltify等。

### WEC华立电竞
WEC华立电竞比赛是maimaiDX在中国大陆目前的代理商华立科技发起的电竞比赛，包括华立电竞运营的多款街机游戏，其中包括舞萌和中二节奏等，面向所有中国大陆玩家选手。WEC的舞萌DX的比赛分公开组和女子组比赛。该比赛在全国各地的选拔赛集中在每年5-9月举行，全国最终总决赛一般情况下于每年10月在中国广州举行。除全国赛区总决赛外，该比赛下一层的选拔赛包括多个地区的赛区。WEC比赛的选手选拔方式与KOP比赛的选手选拔方式具有很大的不同。

## 影响
maimai的框體外形跟滾筒式洗衣機相似，世嘉也曾以「不是洗衣機」、「不能出水」等作廣告標語来宣传旧版框体。
在niconico動畫上，總共有超過26萬條與maimai相關的影片，數目與《偶像大師》和《東方Project》相若，而每月上傳影片數約1.5萬，相等於niconico動畫近一成的上傳數，而總上傳者數約1.2萬人，其中大部份均只是上傳maimai影片，而每月平均上傳人數達3000人，新上傳者則約500人。
中国大陆的胜骅科技推出与之相似的街机“舞立方”，相比乐动魔方的模仿品魔法MAGIC，舞立方做了很大的修改，屏幕由圆形改为六边形，因此相比maimai减少了两个按钮，并且由于屏幕不是触摸屏，游戏没有触摸操作。

## 外部連結
- （日語）maimai官方資料發佈的X（前Twitter）
- （日語）maimai官方互動的X（前Twitter）
- （日語）maimai DX日本版官方網站 －SEGA公司－
- （英文）maimai DX国际版官方網站 －SEGA公司－
- （简体中文）maimai DX中国大陆版简介-华立科技
- （简体中文）maimaiDX中国大陆版店铺分布-华立科技 （页面存档备份，存于）
- （简体中文）舞萌DX的哔哩哔哩个人空间
- （繁體中文）maimai非官方中文維基 （页面存档备份，存于）
- （繁體中文）巴哈姆特maimai專區 （页面存档备份，存于）